# Renate Zimmer

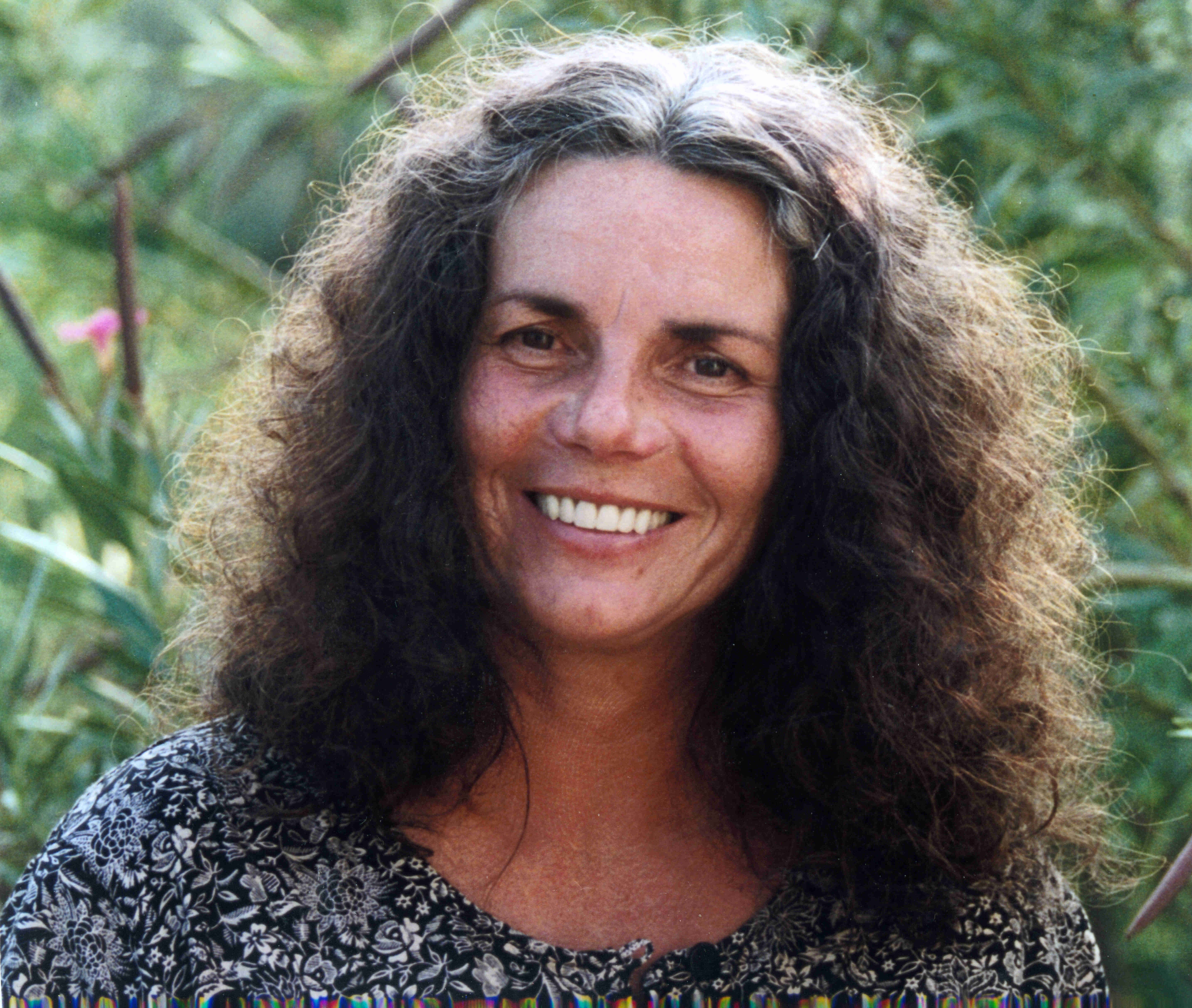
Renate Zimmer, 1997

Renate Zimmer (* 24. Oktober 1947 in Sinspelt, Rheinland-Pfalz) ist eine deutsche Erziehungswissenschaftlerin mit dem Schwerpunkt „Frühe Kindheit“ und ehemalige Professorin für Sportwissenschaft an der Universität Osnabrück. Sie leitete bis zum 31. März 2016 das Institut für Sport- und Bewegungswissenschaft und war zudem Vorstandsvorsitzende des Niedersächsischen Instituts für Frühkindliche Bildung und Entwicklung (nifbe). Renate Zimmer ist national und international bekannt durch zahlreiche Vorträge und Veröffentlichungen: Sie hat mehr als 45 Bücher zu den Themen Entwicklungsförderung, Bewegtes Lernen („Toben macht schlau!“), Psychomotorik, Bewegung und Sprache geschrieben, die in viele Sprachen (u. a. auch ins Griechische, Koreanische, Chinesische, Finnische, Polnische) übersetzt worden sind.
2007 wurde sie für ihr bildungs- und gesellschaftspolitisches Engagement für Kinder ausgezeichnet mit dem Bundesverdienstorden. Sie wurde von der Zeitschrift Unicum Beruf zur „Professorin des Jahres 2009“ in der Kategorie Geistes-, Gesellschafts- und Kulturwissenschaften gewählt.

Renate Zimmer ist Redaktionsbeirat in verschiedenen Fachzeitschriften und Mitglied verschiedener wissenschaftlicher Vereinigungen, u. a. des wissenschaftlichen Beirates der Stiftung Lesen und des wissenschaftlichen Beirates der Landesstiftung Baden-Württemberg im Projekt „Sag mal Was“. Ihre Expertise wird auch von den Bildungsministerien verschiedener Bundesländer nachgefragt, sie berät bei der Konzeption von Projekten und wird als Gutachterin bei wissenschaftlichen Forschungsmaßnahmen tätig. Darüber hinaus ist sie auch als Beraterin beim Neubau und Umbau von Kindertageseinrichtungen bundesweit tätig. 

## Leben
Nach dem Abitur studierte Renate Zimmer das Fach Sport an der Deutschen Sporthochschule Köln und am Hochschulinstitut für Leibeserziehung an der Universität Mainz und schloss als „Sportpädagogin“ ab.
Von 1968 bis 1972 war sie hauptamtlich als Lehrerin am Staatlichen St. Willibrord Gymnasium Bitburg und an der Grundschule Bitburg tätig. Von 1972 bis 1976 absolvierte sie ein zweites Studium an der Erziehungswissenschaftlichen Hochschule Rheinland-Pfalz, Abt. Worms mit dem Abschluss: Diplom-Erziehungswissenschaftlerin (Schwerpunkt „Frühe Kindheit“).
Ihre wissenschaftliche Laufbahn begann sie mit einer Stelle als Wissenschaftliche Assistentin an der Pädagogischen Hochschule Niedersachsen, Abteilung Hildesheim. 1980 promovierte sie zum Dr. phil. an der Universität Osnabrück. Der Titel ihrer Dissertation lautete „Motorik und Persönlichkeitsentwicklung bei Kindern im vorschulischen Alter. Eine empirische Studie zum Zusammenhang motorischer, kognitiver, emotionaler und sozialer Variablen“.
1981 wurde sie zur Professorin für Sportwissenschaft (Universität Osnabrück) berufen. In den Lehramtsstudiengängen vertrat sie den Bereich Sportpädagogik (Sportdidaktik) und hatte an der Universität unterschiedliche Ämter inne, war u. a. Dekanin des Fachbereichs für Erziehungs- und Kulturwissenschaften, Mitglied des Senats und Leiterin des Instituts für Sport- und Bewegungswissenschaften. Zwischen 2007 und 2018 war sie zudem Vorstandsvorsitzende des Niedersächsischen Instituts für frühkindliche Bildung und Entwicklung.
Forschungsaufenthalte und Lehraufträge führten sie an die Freie Universität Bozen/Italien, die Dimocritus University of Thrace in Komotini/Griechenland, das Institut für Frühpädagogik der Zheijang Normal University in Hangzhou/China, an die University of Lower Silesia ul. Wagonowa in Wrocław/Polen und an die EWHA Womans University in Seoul/Südkorea.
Zu ihren Forschungsschwerpunkten gehören u. a. die Themen „Bewegung und Sprache“, Förderung sozial – emotionaler Kompetenzen, frühkindliche Bewegungserziehung, Entwicklungsdiagnostik, Psychomotorik und Selbstkonzept. Aus ihrem vielfältigen beruflichen aber auch ehrenamtlichen Engagement sind besonders herauszuheben die bundesweiten Kongresse „Bewegte Kindheit“ die von ihr 1991 initiiert wurden und seither in regelmäßigen Abständen in Osnabrück stattfinden. Mit 3000 Teilnehmern gehören sie zu den größten und bekanntesten Kindheitskongressen in Deutschland.

## Monographien
- Der Einfluß des Sports auf die Persönlichkeitsentwicklung von Kindern im Vorschulalter – Eine experimentelle Untersuchung über den Zusammenhang motorischer, kognitiver, affektiver und sozialer Variablen. Osnabrück 1980.
- Motorik und Persönlichkeitsentwicklung bei Kindern. (= Band 80/81 der Schriftenreihe Beiträge zur Lehre und Forschung der Leibeserziehung.) Hofmann, Schorndorf 1981, neubearbeitete Auflage 1996.
- Handbuch für Sport in der Kinder- und Jugendarbeit. Meyer & Meyer, Aachen 1998.
- Spielideen im Jazztanz. Hofmann, Schorndorf 1984, 4. Auflage 2000.
- Spielformen des Tanzens – Vom Kindertanz bis zum Rock ’n’ Roll. Modernes Lernen, Dortmund 1988, 4. neu bearbeitete Auflage 2000.
- Erziehen als Aufgabe – Sportpädagogische Reflexionen. Hofmann, Schorndorf 2001.
- Was Kinder stark macht! Fähigkeiten wecken – Entwicklung fördern. Herder, Freiburg 2003.
- Schafft die Stühle ab! Was Kinder durch Bewegung lernen. Herder, Freiburg 1995, 5. Auflage 2003, ISBN 3-451-05228-8.
- Sport und Spiel im Kindergarten. Klett, Stuttgart 1980, überarbeitete Neuauflage Meyer & Meyer, Aachen 1992, 4. Auflage 2003, ISBN 3-89124-925-X.
- Toben macht schlau! Herder, 2004. ISBN 978-3-451-05398-6
- Kursbuch Bewegungsförderung. Don Bosco, München 2004.
- Bewegte Kindheit. Hofmann, Schorndorf 1997, 2. Auflage 2004.
- Handbuch der Bewegungserziehung; Didaktisch-methodische Grundlagen und Ideen für die Praxis Herder, Freiburg 1993, 18. neu bearbeitete Auflage 2006, ISBN 3-451-28420-0
- Bewegung und Entspannung. Herder, Freiburg 2003, 2. Auflage 2005, ISBN 3-451-27919-3.
- Die Sinneswerkstatt – Projekte zum ganzheitlichen Leben und Lernen. Herder, Freiburg 1997,  6. Auflage 2005, ISBN 3-451-26976-7.
- Mit allen Sinnen die Welt erfahren Herder, Freiburg 2004. 2. Auflage 2006, ISBN 3-451-26512-5
- Über Bewegung die Welt entdecken Herder, Freiburg 2005. 2. Auflage 2006, ISBN 3-451-26519-2
- Mach einfach mit! Bewegungsförderung (Reihe: Eltern fördern ihre Kinder) Klett/Velber, Stuttgart/Freiburg 2006
- Kinder brauchen Selbstvertrauen! Herder, Freiburg 2006, ISBN 3-451-05673-9
- Kreative Bewegungsspiele - Psychomotorische Förderung im Kindergarten Herder, Freiburg 1989, 19. Auflage 2007
- So fördert Bewegung die Lust am Lernen Herder, Freiburg 2007
- Alles über den Bewegungskindergarten (völlig überarbeitete Neuauflage) Herder, Freiburg 2007 ISBN 3-451-29198-3
- Handbuch der Sinneswahrnehmung. Grundlagen einer ganzheitlichen Bildung und Erziehung. 22. Auflage. Herder, Freiburg im Breisgau 2012, ISBN 978-3-451-32560-1.
- Handbuch Psychomotorik. Theorie und Praxis der psychomotorischen Förderung von Kindern. Überarbeitete Neuausgabe. Herder, Freiburg im Breisgau 2019, ISBN 978-3-451-38580-3 (14. Gesamtauflage der Erstausgabe von 1999).

- Psychomotorische Entwicklungsförderung. ISBN 3-451-31045-7
- Psychomotorische Entwicklungsförderung. ISBN 3-451-31044-9
- Mit allen Sinnen lernen. ISBN 3-451-31043-0
- Mit allen Sinnen lernen. ISBN 3-451-31042-2
- Der bewegte Kindergarten. ISBN 3-451-31041-4
- Der bewegte Kindergarten. ISBN 3-451-31040-6
- Die Bildungsbereiche im Kindergarten. ISBN 3-451-28143-0
- Kreative Bewegungsspiele. ISBN 3-451-26718-7
- So fördert Bewegung die Lust am Lernen. ISBN 3-451-05745-X

## Mitarbeit Monographien
- Zimmer, Renate/Elflein, P./Hunger, I.: Innovativer Sportunterricht - Theorie und Praxis, Schneider, Hohengehren 2004
- Zimmer, Renate/Cicurs, Hans: Kinder brauchen Bewegung - Brauchen Kinder Sport?, Meyer & Meyer, Aachen 1991, 3. Auflage 1994
- Zimmer, Renate/Cicurs, Hans: Psychomotorik - Neue Ansätze im Sportförderunterricht und    Schulsonderturnen Hofmann, Schorndorf 1987, 5. Auflage 1999
- Zimmer, Renate/Hunger, Ina: Kindheit in Bewegung Hofmann, Schorndorf 2001
- Zimmer, Renate/Hunger, Ina: Wahrnehmen – Bewegen – Lernen (4. Osnabrücker Kongress „Kindheit in Bewegung“) Hofmann, Schorndorf 2004
- Zimmer, Renate: Bewegungserziehung, in: Lilian Fried/Susanna Roux (Hg.): Pädagogik in früher Kindheit; Beltz Verlag, Weinheim 2006; S. 189–194; ISBN 3-407-56283-7
- Zimmer, Renate/Hunger, Ina: Bewegung – Bildung – Gesundheit - Entwicklung fördern von Anfang an Hofmann, Schorndorf 2007
- Zimmer, Renate/Vahle, Fredrik: Kinder – Körper – Sprache - Psychomotorisch fördern Herder, Freiburg 2005, ISBN 3-451-28821-4
- Zimmer, Renate/Volkamer, Meinhart: MOT 4 - 6. Motoriktest für vier- bis sechsjährige Kinder. Beltz, Weinheim 1984, 2. Auflage 1987
- Zimmer, Renate/Volkamer, Meinhart: Vom Mut, trotzdem Lehrer zu sein Hofmann, Schorndorf 1983, 4. Auflage 2000